# خروس‌کلی مالاگاسی
 خروس‌کُلی مالاگاسی (نام علمی: Vanellus madagascariensis) نام یک گونه منقرض‌شده از سرده خروس‌کلی‌ها است.